# Bevrijding van de Neder-Betuwe
De bevrijding van de Neder-Betuwe vond plaats in april 1945 toen de geallieerden in de Betuwe en met name in het gebied tussen Nijmegen en Arnhem oprukten. Dit gebied werd door de geallieerden ook “The Island” gedoopt. In Operatie Destroyer was het oostelijk gedeelte van de Betuwe geheel bevrijd. Daarna was de beurt aan de Neder-Betuwe. Deze operatie werd uitgevoerd door Belgische troepen met Canadese tank- en artilleriesteun en vechtend tegen Nederlandse SS'ers en resulteerde in de gedeeltelijke bevrijding van het gebied.

## Geallieerde eenheden

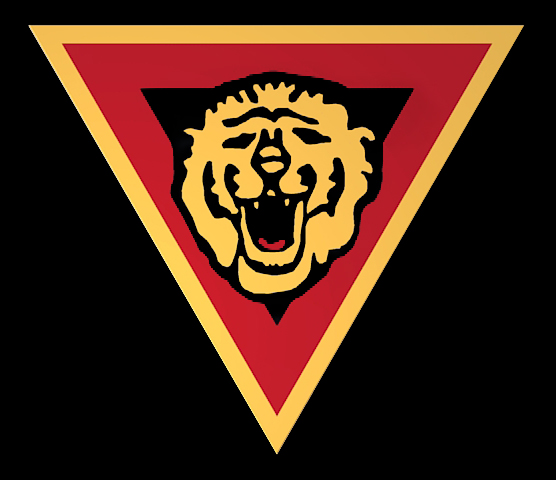
Insigne van de Brigade Piron

- 1st Canadian Armoured Brigade (Brigadier W.C. Murphy)
  - Brigade Piron (Kolonel Jean-Baptiste Piron)
    - 1e Bataljon (Majoor Wintergroen)
    - 3e Bataljon (Majoor Nowe)

  - B Squadron van het  14th Armoured Regiment (The Calgary Regiment)

## Duitse eenheden
In de Betuwe was het 2e Bataljon (onder SS-Hauptsturmführer Hans-Heinrich Köhnken) van het SS-Freiwilligen-Grenadier-Regiment 83 van de 34. SS-Freiwilligen-Grenadier-Division Landstorm Nederland ingezet. Tussen 21 en 24 april werden dit bataljon afgelost door eenheden van de 361e Volksgrenadierdivisie.

## Verloop van de strijd

### Inleiding
Op 12 april 1945 nam de 1st Canadian Armoured Brigade naast de verdediging van de zuidelijke Waaloever ook de westelijke sector van “The Island” op zich. “The Island” was de benaming die de geallieerden gaven aan het bruggenhoofd in de Betuwe in 1944/45. Deze laatste sector liep van de Nederrijn oostelijk van Opheusden tot de Waal rond Dodewaard. Het plan was om rond 18 april 1945 aan te vallen in westelijke richting en daarmee gelijke tred te houden met de opmars van de Britse troepen van de 49e (West Riding) Infanteriedivisie ten noorden van de Nederrijn. Hiervoor kreeg de 1st Canadian Armoured Brigade versterking van de Brigade Piron ofwel de Belgische 1e Infanteriebrigade. Deze brigade lag begin april 1945 nog in België, kwam echter op 3 april onder bevel van de Canadese  5e Pantserdivisie en verplaatste zich op 4 april naar het Land van Maas en Waal, met HQ in Puiflijk. 

### Voorspel
Op 14 april 1945 trokken de twee beschikbare bataljons van de brigade (het 1e en het 3e, want het 2e lag separaat op Walcheren) de Betuwe in en namen hun plaats in de frontlinie in. Het 1e Bataljon lag voor Dodewaard en het 3e Bataljon voor Opheusden. Het 1e Bataljon begon meteen met patrouilles en nam meteen het door de Duitsers al verlaten Dodewaard in, gevolgd door het gehucht De Tempel. Op 15 april 1945 kreeg het 3e Bataljon kreeg voeling met de Duitsers. Het 1e Bataljon bezette bij dageraad het gehucht Nieuwland. Elk bataljon kreeg steun van twee tankpelotons van het B Squadron van Calgary Regiment. Verkenningen richting Ochten vonden al plaats, maar veel wegen bleken vol mijnen te liggen. De volgende dag werd Het Pannenhuis opnieuw door de Duitsers bezet, maar nadien door het 3de Bataljon heroverd. De pionier pelotons waren de hele 16e april druk in de weer met de gevaarlijke ontmijning van de marsroutes en vervolgens met de afbakening ervan. De brigadestaf onder Piron deelde op 17 april zijn eenheden mee, dat de volgende dag aangevallen zou worden. Het 1e Bataljon zou zuidelijk moeten optrekken tegen Eldikschenhoek (tegenwoordig Eldik geheten) en Ochten; het 3de Bataljon, dat de hoofdaanval in de noordelijke sector moest inzetten, zou de vijand uit Heusden en Opheusden verdrijven.

### Aanval en consolidering
De aanval begon in de morgen van 18 april 1945. De twee bataljons, gesteund door Canadese Sherman tanks en artillerie, trokken snel op richting het westen en kwamen tot vlak voor de kazematten van de oude Betuwestelling. Rond 12 uur was Opheusden bevrijd en gezuiverd door het 3de Bataljon. En rond 15.15 u was Eldikschenhoek vast in handen van het 1e Bataljon. De volgende dag rukten de bataljons verder op, waarbij met name het 1e Bataljon onder regelmatig Duits artillerievuur kwam te liggen. Opheusden was weliswaar bevrijd, maar Kesteren en Ochten waren uiteindelijk niet ingenomen. Op 19 april ging een Sherman Crab vlegeltank) van het B Sqn 1st Battalion, Lothians and Border Yeomanry verloren bij een mijnveegactie bij Eldikschenhoek, door een mijnontploffing.
In de avond van deze 19e april 1945 kwam er een bericht van het 1e Canadese Legerkorps dat alle offensieve acties verder gestaakt werden, om te voorkomen dat de Duitsers een reden zouden hebben om West-Nederland onder water te zetten.
Op 17 april was ten noorden van de Nederrijn de 49e Britse Infanteriedivisie verder in de aanval gegaan en bereikte Wageningen, maar lag daarmee nog verder naar achteren dan de Belgische linie. De Grebbeberg bleef nog in Duitse handen, die vanuit dit observatiepunt de Belgen onder artillerievuur bleven nemen. De twee bataljons van de Brigade Piron leden door dit artillerievuur ook de meeste verliezen. Ondertussen bleven de Duitsers wel tegenaanvallen ondernemen, met groepen tot zo’n 50 man. De laatste van deze aanvallen, op de C Compagnie van Kapitein Courmont, werd zonder moeite teruggedreven. De Duitsers hadden intussen ook de Linge opgestuwd voor hun linie en dit veroorzaakte voor de Liniedijk in de Belgische stellingen een toenemende wateroverlast.
Niet alleen vanaf de Grebbeberg, maar ook vanaf de kerktorens van Ochten, Kesteren en Rhenen voerden de Duitser artillerieobservatie uit. De brigade verzocht op 24 april daarom aan de Second Tactical Air Force van de RAF om deze kerktorens met Typhoons uit te schakelen. Dit verzoek werd toegekend. In ieder geval werd de Cuneratoren in Rhenen aangevallen en vernietigd door zes Spitfires van het No. 340 (Free French) Squadron RAF met 18 bommen.

## Nasleep
Op 29 April 1945 viel in de vooruitgeschoven stelling Het Zand van het 1ste Bataljon het laatste dodelijke Belgische slachtoffer. Twee andere soldaten raken gewond. Totaal had de Brigade Piron 13 dodelijke slachtoffers te betreuren in deze korte veldtocht. Hoewel al op 5 mei 1945 de Wehrmacht in Nederland capituleerde, bleef de Brigade Piron voorlopig nog op zijn plaats. Pas op 7 mei 1945 vertrok de eenheid naar Culemborg om daar Duitse eenheden te gaan ontwapenen. Dus pas op die dag werden de dorpen in de westelijke Neder-Betuwe definitief bevrijd.